# Ekologia biochemiczna
Ekologia biochemiczna, ekologia chemiczna – dziedzina nauki leżąca na pograniczu biologii i chemii, dział ekologii obejmujący chemiczne oddziaływania między organizmami należącymi do tego samego lub różnych gatunków oraz oddziaływania organizmów z elementami ich siedliska.
Ekologia biochemiczna zmierza m.in. do poznania związków chemicznych, istotnych z punktu widzenia ekologii gatunków, populacji i biocenoz, oraz reakcji między nimi, zachodzących w ekosystemach o określonej strukturze.

## Przedmiot ekologii biochemicznej
Jeden z pionierów ekologii biochemicznej, Jeffrey Harborne, wieloletni redaktor naczelny cenionego czasopisma Phytochemistry (zob. fitochemia), napisał we wstępie do wielokrotnie wznawianego podręcznika „Ekologia biochemiczna” (ang. Introduction to Ecological Biochemistry, Academic Press Limited 1993): 

Połączenie dwóch tak odległych dyscyplin naukowych, jak ekologia i biochemia na pierwszy rzut oka może wydawać się dziwnym tworem. Ekologia polega głównie na obserwacji i dotyczy oddziaływań pomiędzy organizmami żywymi w ich naturalnym środowisku, w związku z czym badania przeprowadza się w warunkach polowych. Natomiast biochemia jest nauką eksperymentalną, dotyczy oddziaływań na poziomie molekularnym i jest uprawiana na stole laboratoryjnym. Pomimo to te dwie różne dziedziny w ostatnim okresie skrzyżowały się z zadziwiającym powodzeniem…

Przedmiotem badań ekologii biochemicznej stała się przede wszystkim identyfikacja związków chemicznych, które przenoszą informacje między organizmami (głównie metabolity wtórne, w pierwszej kolejności metabolity komórek roślinnych, zob. fitochemia) oraz badania ich syntezy w organizmach żywych i funkcji w ekosystemach (zob. np. substancje semiochemiczne). Przykładami takich funkcji są: obrona przed roślinożercami i patogenami, wabienie zapylaczy zapachem lub barwą i inne. Analogicznie działające metabolity są wytwarzane w komórkach zwierzęcych (np. feromony, kairomony, odstraszające tiole wydzieliny skunksa).

## Elementy historii ekologii biochemicznej

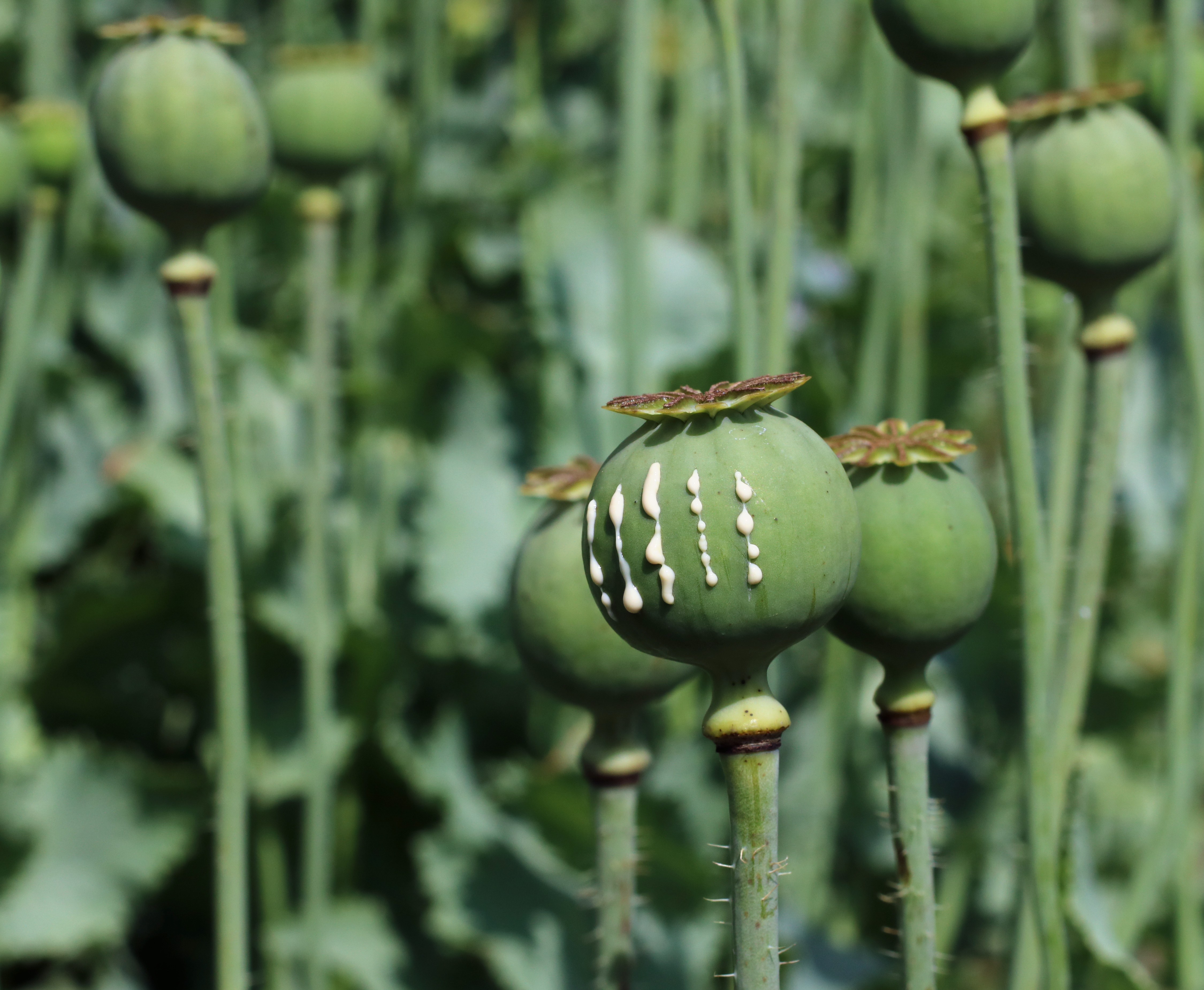
Sok mleczny wyciekający z nacięć makówki, zawierający alkaloidy, m.in. morfinę

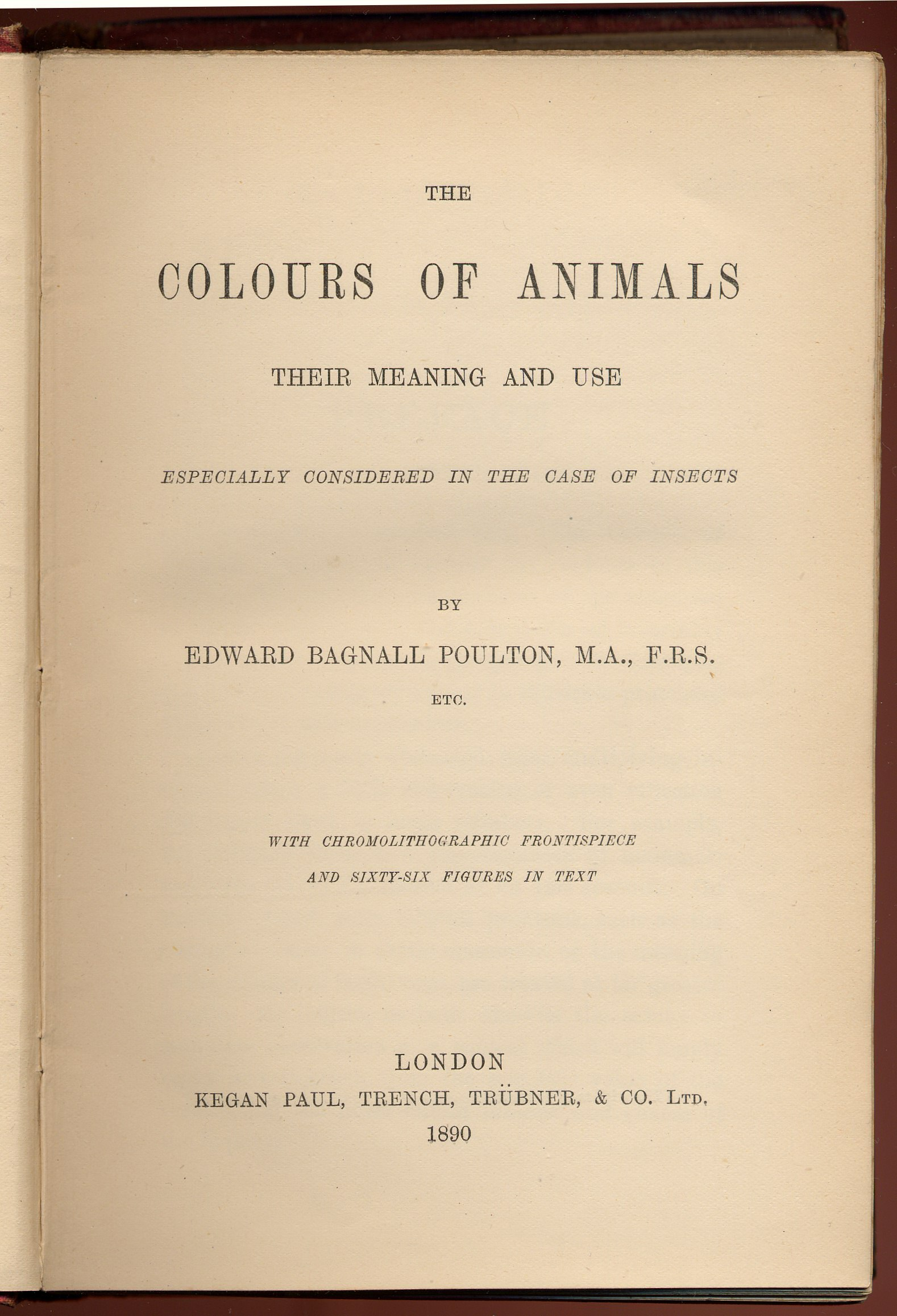
Okładka książki E. Poultona, Colours of Animals (1890)

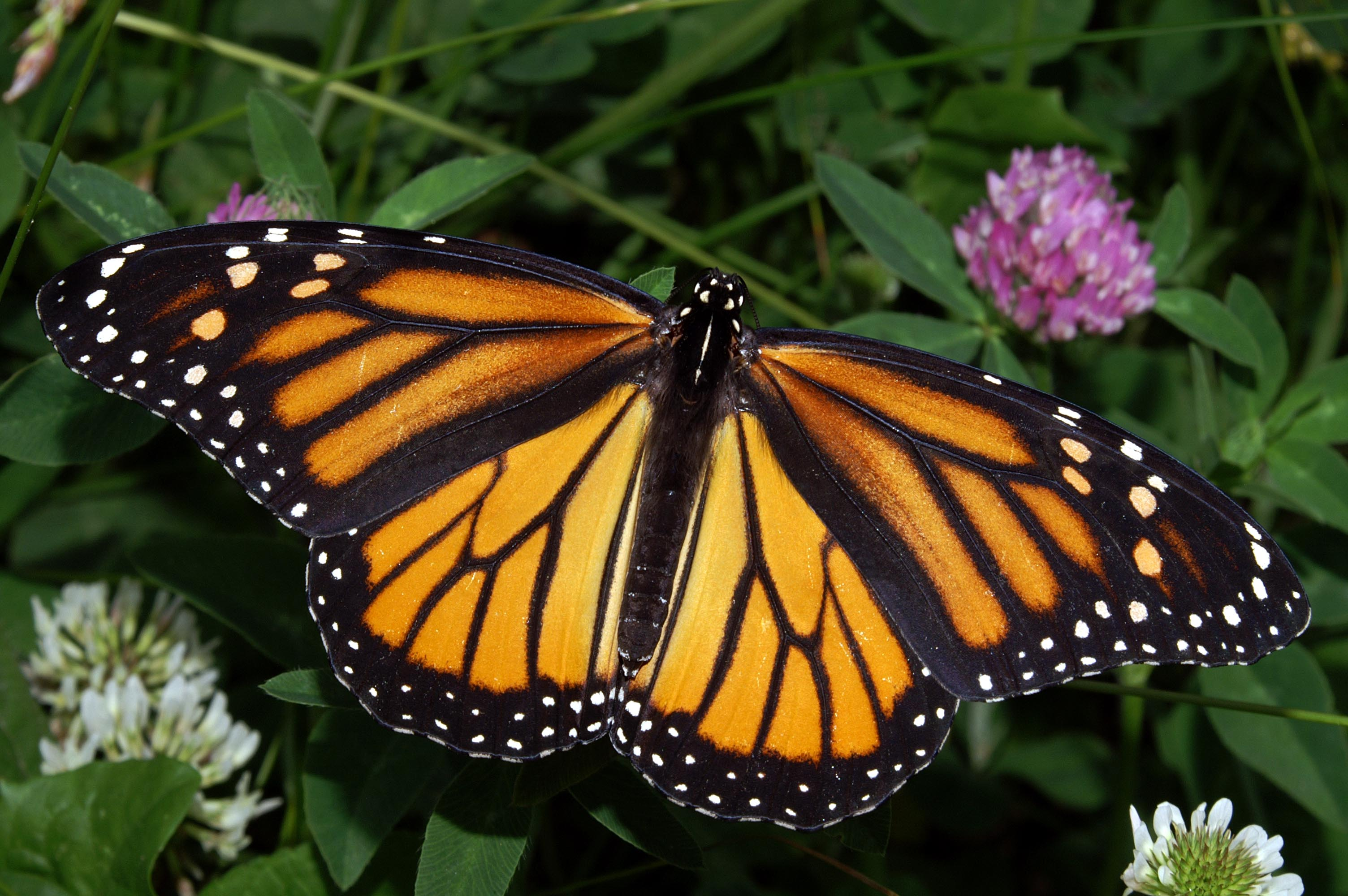
Ubarwiony ostrzegawczo Danaus plexippus

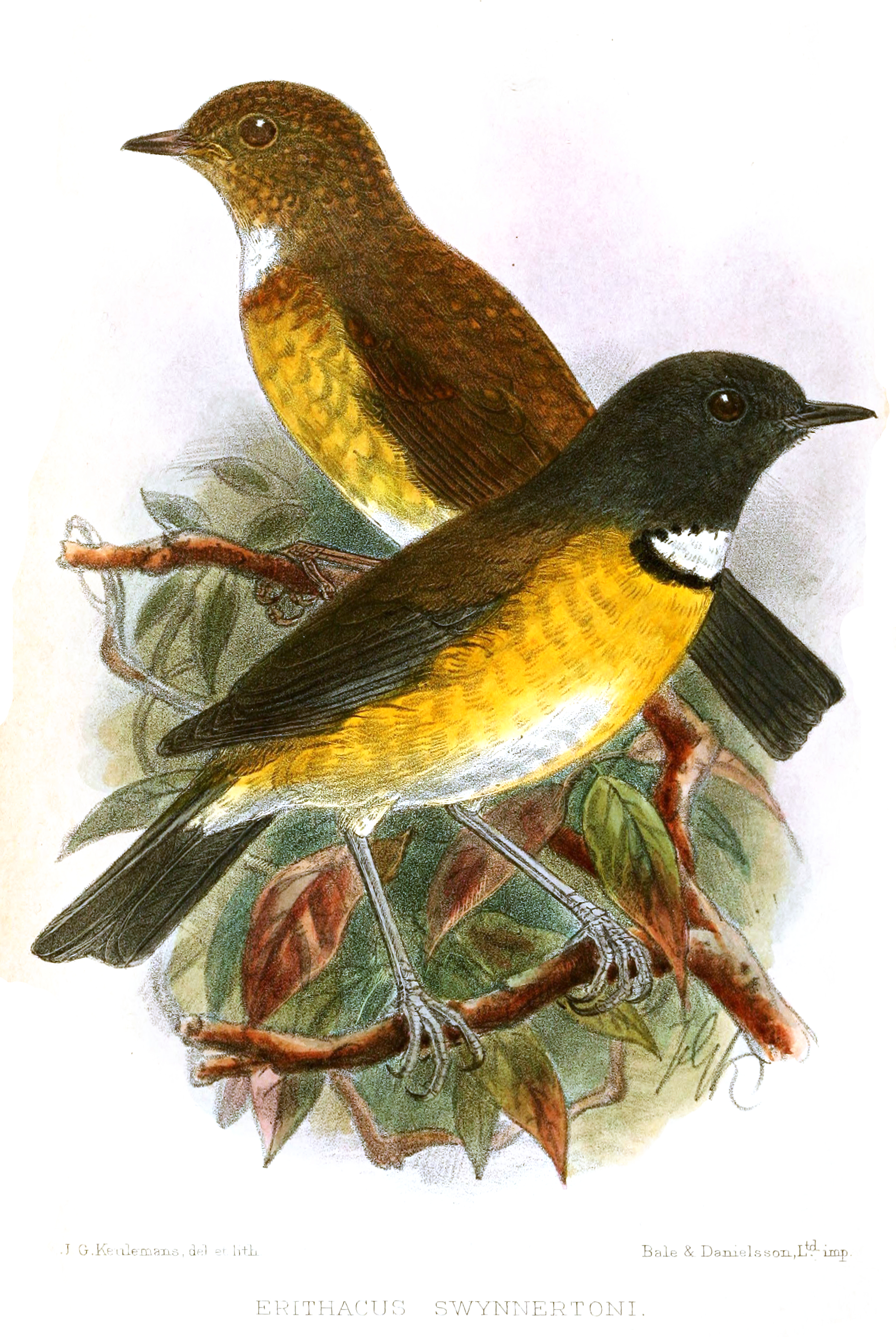
Swynnertonia swynnertoni, noszący imię Charlesa Swynnertona (1877–1938)

Za kamień milowy drogi do poznania „chemii życia” uważa się zidentyfikowanie morfiny – składnika opium. Czystą krystaliczną substancję wyizolował w latach 1805–1806 Friedrich Wilhelm Sertürner (1783–1841). Po kilku kolejnych latach morfina była już powszechnie stosowana jako lek przeciwbólowy, a wkrótce zidentyfikowano i wyodrębniono inne alkaloidy mleczka makowego i innych roślin (np. kodeina, papaweryna, narkotyna, chinina, strychnina, kofeina), zbadano ich działanie na ośrodkowy układ nerwowy człowieka i zaczęto powszechnie stosować np. w lecznictwie (np. leki o działaniu depresyjnym).
Miriam Rothschild (1908–2005, FRS, DBE), autorka ponad 350 prac naukowych z dziedziny entomologii (m.in. prezentujących wyniki pionierskich badań owadów aposematycznych), wymieniała również innych chemików i przyrodników, którzy od początku XIX w. wnosili istotny wkład w narodziny i rozwój ekologii biochemicznej. Znaleźli się wśród nich: 
- Fritz Müller (1821–1897)[12][13] – niemiecki zoolog, jeden z pierwszych darwinistów (zob. mimikra müllerowska),
- Alfred Russel Wallace (1823–1913) – autor Contributions to the Theory of Natural Selection (1871), Tropical Nature and other Essays (1878) i wielu innych[14] (zob. też linia Wallace'a),
- Charles Swynnerton (1877–1938) – urodzony w Anglii kolekcjoner fauny afrykańskiej, obserwator interakcji międzygatunkowych (drapieżnictwo) między motylami (m.in. Danaus plexippus) i ptakami – dudkami i dzioborożcami, w których istotną rolę odgrywały substancje zapachowe, smakowe i toksyny[15][16],
- Edward Poulton (1856–1943) – brytyjski biolog ewolucyjny, który zachęcił Swynnertona do jego badań i wnikliwie analizował ich wyniki na tle wcześniej publikowanych obserwacji i teorii[17][18], których autorami byli m.in.[16]: Fritz Müller[12][13], Erich Haase (1859–1894)[19], R. Meldola (1849–1915)[20] i P.L. Slater[21],
- Tadeus Reichstein (1897–1996) – szwajcarski biochemik polskiego pochodzenia, laureat Nagrody Nobla w dziedzinie fizjologii lub medycyny za prace dotyczące chemicznej struktury i biologicznego działania hormonów kory nadnerczy[22], a równocześnie wybitny botanik (specjalność: chemia roślin Asclepias i Aristolochia; Pteridophytes, Spermatophytes, Phanerogams[23]), który zainicjował badania motyli Danaus i Papilio, żerujących na roślinach toksycznych; zidentyfikował również glikozydy nasercowe, zarówno w D. plexippus, jak i w roślinach, co było inspiracją dla kolejnych badaczy[24],
- Frederick Urquhart (Frederick Albert, „Fred”, 1911–2002) – kanadyjski entomolog, m.in. badacz pigmentacji motyli Danaus plexippus (L.)[25], popularyzator wiedzy ekologicznej, organizator zakrojonych na dużą skalę działań, zmierzających do poznania i ochrony siedlisk motyli oraz innych przedstawicieli kanadyjskiej fauny[24][26][27],
- Gottfried Fraenkel, który wykazał, że metabolity wtórne roślin decydują o żywieniowych zachowaniach owadów, pełniąc funkcje ochronne (The raison d'être of secondary plant substances, Science 1959[28]), oraz Paul R. Ehrlich (ur. 1932) i Peter H. Raven (ur. 1936), naukowcy zafascynowani problemami koewolucji kwiatów i owadów, m.in. autorzy pracy nt. Butterflies and plants: a study in coevolution[29] (Evolution 1964)[30]
- Jane van Zandt Brower – która wykazała istnienie mimikry w warunkach laboratoryjnych, a następnie (wraz z mężem, Lincolnem Browerem) przeprowadzała terenowe obserwacje zachowania drapieżników wobec modeli motyli, zawierających toksyny roślinne[24], autorka pracy Experimental studies of mimicry in some North American butterflies (1958)[31],
- Tony Swain (1922–1987)[32] i Jeffrey Harborne (1928–2002)[1] – autorzy licznych publikacji z dziedziny ekologii biochemicznej[c], w tym książek[34][35], bliscy współpracownicy, m.in. współorganizatorzy konferencji International Society of Chemical Ecology[36].

Stowarzyszenie organizuje konferencje corocznie. Ich tematyka jest cyklicznie powtarzana (np. od roku 1976 co trzy lata odbywają się konferencje z serii Chemical Signals in Vertebrates, CSiV). W marcu 2014 roku ukazał się jubileuszowy numer oficjalnego organu International Society of Chemical Ecology (ISCE) i Asia-Pacific Association of Chemical Ecologists (APACE) – czasopisma Journal of Chemical Ecology – poświęcony 40-leciu jego istnienia, zawierający artykuły:
- Preface (redaktor naczelny: J. Romeo)
- The Importance of Volatile Organic Compounds in Ecosystem Functioning (J.H. Tumlinson)
- Stereochemical Aspects of Pheromonal Communications: Diversity is the Key Word (K. Mori)
- Pheromone Research—Still Something to Write Home About (J. Ruther)
- Challenges and Opportunities in Marine Chemical Ecology (M.E. Hay)
- There’s Something in the Water: Opportunities in Marine Chemical Ecology (J. Kubanek)
- Plant Chemical Ecology Finally Gets to its Root(s) (N.M. van Dam)
- Where Might We Go From Here? (J. Meinwald)
- From Applied Entomology to Evolutionary Ecology and Back (T.C.J. Turlings)
- New Synthesis: Parallels Between Biodiversity and Chemodiversity (M. Hilker)

## Treści programowe kursów akademickich (przykład)
Program przedmiotu Ekologia biochemiczna, wykładanego na Uniwersytecie Gdańskim, obejmuje takie zagadnienia, jak:

- adaptacja roślin do warunków klimatycznych i glebowych (podstawy biochemiczne)
- mechanizmy detoksykacji fungicydów, herbicydów i związków fenolowych
- zapylanie roślin (podstawy biochemiczne)
- toksyny roślinne (wpływ na zwierzęta)
- oddziaływania hormonalne rośliny–zwierzęta
- hormony linienia i juwenilne owadów
- preferencje żywieniowe owadów i kręgowców (podstawy biochemiczne)
- feromony i substancje obronne zwierząt
- bioinsektycydy
- oddziaływanie allelochemiczne rośliny–owady
- oddziaływania między roślinami (podstawy biochemiczne)
- biochemia odporności roślin na choroby
- fitotoksyny